# Ava-guarani
L'avá-guaraní (ou chiripá) est une langue tupi-guarani parlée au Paraguay et au Brésil.

## Répartition géographique
Au Paraguay la langue est présente dans plusieurs départements, qui sont l'Alto Paraná, l'Amambay, Concepción, Caaguazú, Canindeyú et San Pedro.
Au Brésil la langue, parlée par 4 900 personnes[réf. obsolète], est connue sous le nom de nhandeva.

## Classification
Dans la classification de Rodrigues (2007), l'avá-guaraní dans la branche I des langues tupi-guarani, aux côtés du guarani paraguayen ou du chiriguano.